# Intwood
Intwood är en by i civil parish Keswick and Intwood, i distriktet South Norfolk, i grevskapet Norfolk i England. Byn är belägen 5 km från Norwich. Intwood var en civil parish fram till 1935 när blev den en del av Keswick. Civil parish hade 54 invånare år 1931. Byn nämndes i Domedagsboken (Domesday Book) år 1086, och kallades då Intew(i)da.